# Samuel Giger
Samuel Giger (né le 24 mars 1998 en Appenzell) est un lutteur suisse.

## Biographie

### Origines et famille
Samuel Giger naît le 24 mars 1998 en Appenzell. Il s'installe avec sa famille en Thurgovie à l'âge de six ans. 
Son père, Emil, agriculteur appenzellois, et son oncle, Simon Schild, sont tous deux des lutteurs couronnés, de même que son frère aîné, Emil,. Sa mère, d'origine bernoise, est conductrice de bus et également issue d'une famille de lutteurs suisses.
Il est le benjamin d'une fratrie de six enfants.

### Parcours professionnel
Il est charpentier de formation et travaille à temps partiel comme chauffeur de poids lourd.

### Carrière sportive
Samuel Giger attire l'attention dès son plus jeune âge par son talent exceptionnel, même s'il subit de nombreuses blessures au cours de sa carrière, notamment à la nuque en 2022. Il fait partie du club de lutte d'Ottenberg depuis l'âge de 7 ans et s'entraîne à Weinfelden.
Il devient lutteur actif en 2014 et remporte sa première couronne en mai 2014 à la fête cantonale de lutte de Saint-Gall. 
En 2015, à l'âge de 17 ans, il gagne pour la première fois dans une fête cantonale de lutte dans la catégorie adulte, en battant en finale un adversaire de 31 ans[réf. nécessaire]. Un an plus tard, en 2016, lors de la Fête fédérale de lutte et des jeux alpestres à Estavayer, il remporte pour la première fois une couronne fédérale en terminant deuxième à seulement 18 ans. 
En 2019, lors de la Fête fédérale de lutte et des jeux alpestres, il termine au 4e rang et à Pratteln en 2022 au 5e rang. 
Il remporte en 2021, ex-æquo avec deux autres concurrents, la Fête du Kilchberg (de) et en 2023 le tournoi de lutte d'Unspunnen, en gagnant ses six passes,. Il remporte également en 2023 la Fête fédérale de gymnastique aux jeux nationaux.
En septembre 2023, il avait déjà été couronné 61 fois. Il remporte notamment ses trois combats contre Christian Stucki.

### Caractéristiques de lutteur
D'un gabarit de 194 cm pour 123 kilos (fin 2023), il est « le prototype du lutteur moderne » : puissant et fort techniquement.
En tant que lutteur berger (Sennenschwinger), il doit porter une chemise de travail, par exemple l'emblématique chemise edelweiss, et un pantalon foncés (par opposition au Turnerschwinger, le lutteur gymnaste, historiquement citadin, qui porte chemise et pantalon blancs),,.